# 지커 001
지커 001(영어: Zeekr 001, 중국어 간체자: 极氪 001, 병음: Jíkè 001)은 지커에서 2021년부터 생산 중인 배터리식 전기자동차로, 해당 브랜드의 첫 번째 차종이다. 원래는 링크 & 코의 차종으로 설계되었지만, 당시 지리 홀딩스의 새로운 전기 자동차 브랜드인 지커라는 이름으로 출시되었다.

## 개요
이 차량은 원래 2020년 베이징 오토 쇼에서 링크 & 코 제로 컨셉트라는 이름으로 사전 공개되었다. 양산형 001은 2021년 4월 16일 상하이 국제 모터쇼에서 발표되었으며, 동년 10월 중국에서 출시되었다.
SEA를 기반으로 하는 슈팅 브레이크 디자인은 포르쉐 파나메라와 유사하며 링크 & 코의 유사한 프런트 엔드를 갖추고 있다. 001은 세계 최초의 양산형 EV 슈팅브레이크 라고 주장된다.
2023년에는 유럽에서 판매를 시작했다.
중국 지리홀딩스그룹이 보유한 고급 전기차 브랜드 ‘지커’가 한국 시장에 진출한다. 이미 올해 초 중국 전기차 업체 BYD가 한국에 상륙한 데 이어, 지커는 두 번째로 한국 승용차 시장 문을 두드리는 중국 브랜드가 된다.

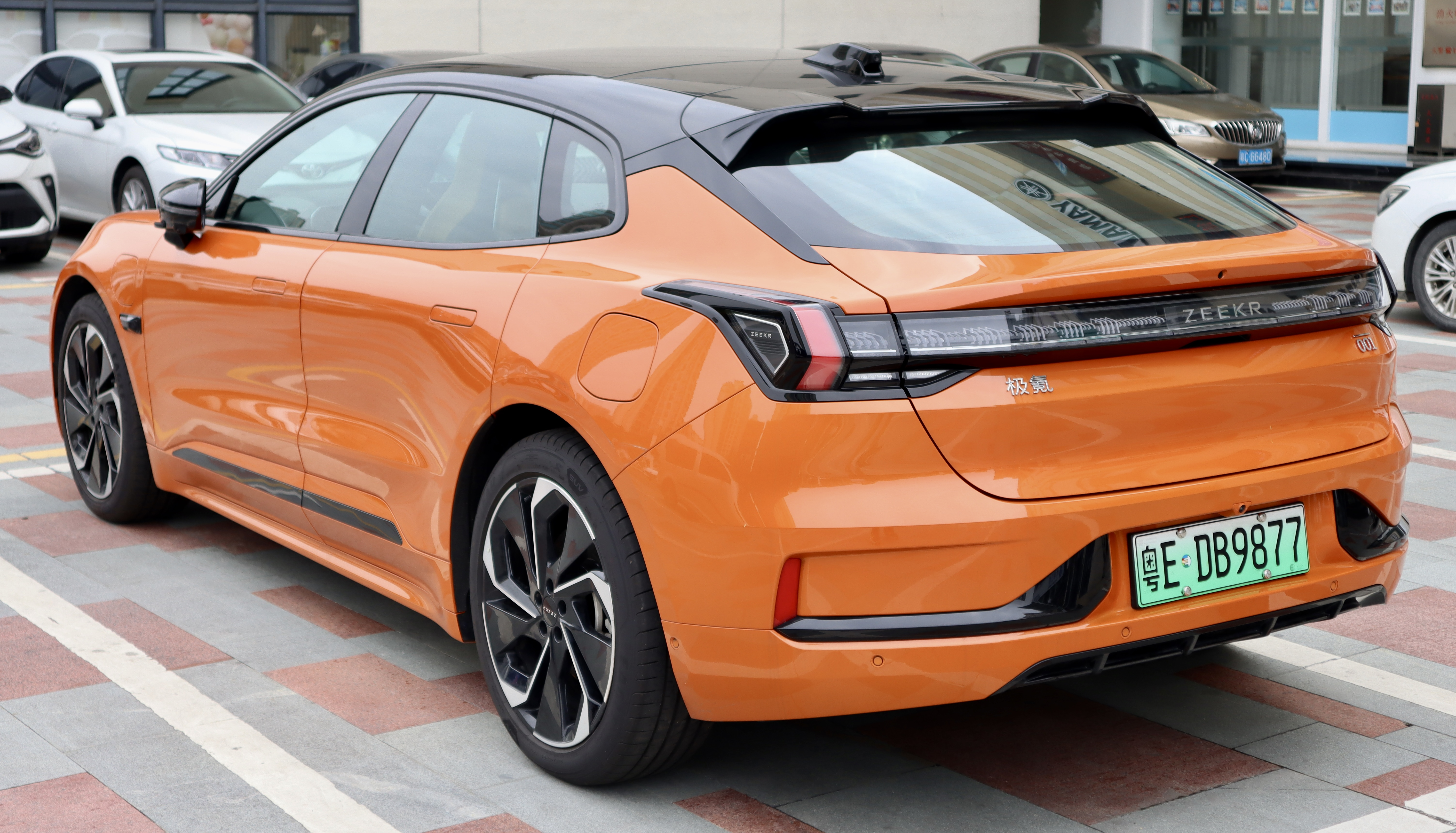
후면
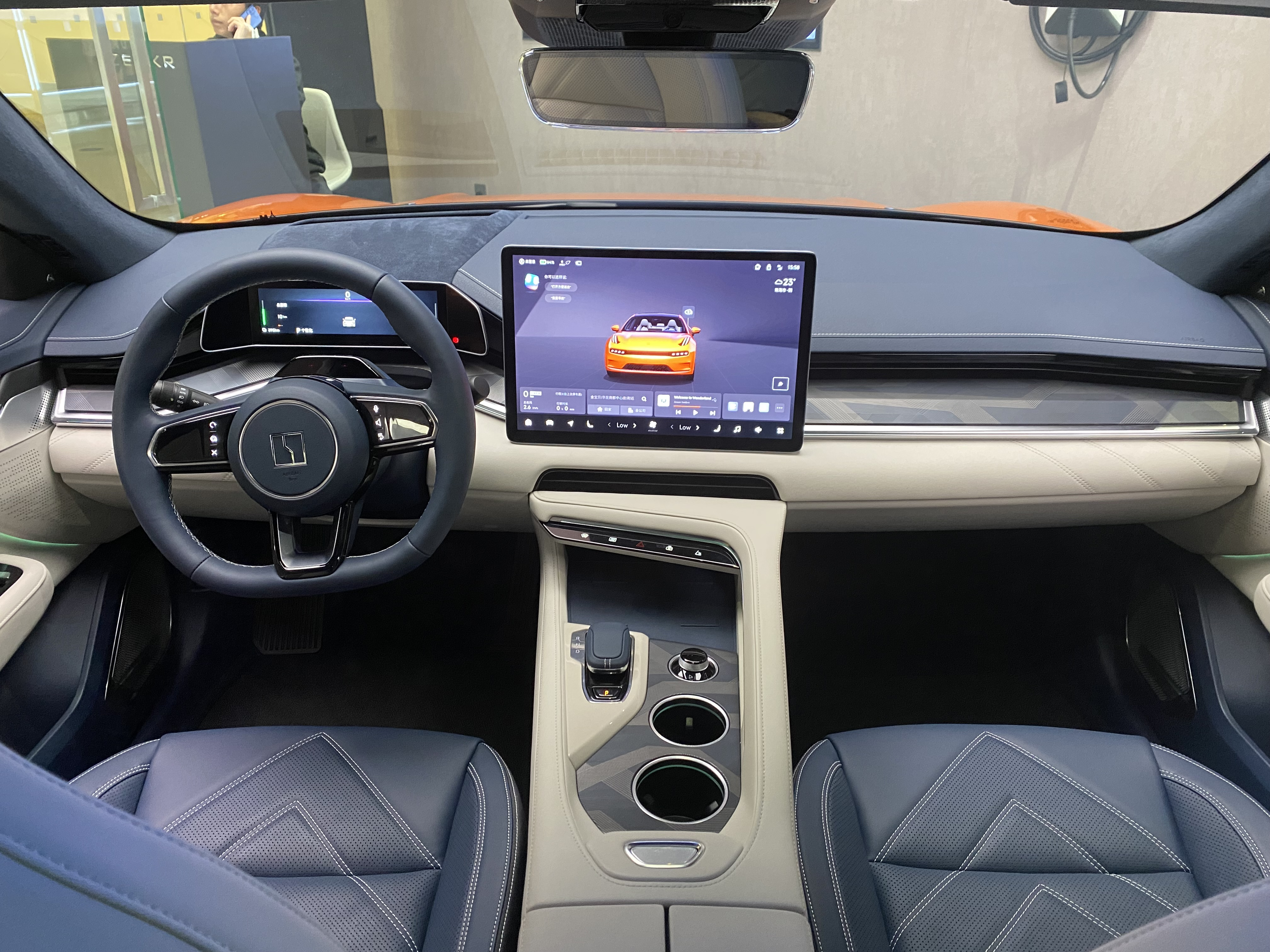
내부

### 성능
최상급 지커 001 모델은 전면 및 후면 차축에 듀얼 전기 모터를 장착하여 536 hp (400 kW; 543 PS)의 결합 출력과 700 N·m (516 lb·ft)의 토크를 제공한다. 0–100 km/h (0–62 mph)까지 3.8초 만에 가속하고 최고 속도는 200 km/h (124 mph)가 넘으며 30분 동안 177 hp (132 kW; 179 PS)의 지속 최대 출력을 제공한다.

## 지커 001 FR
2023년 9월, 지커는 총 1,248 마력 (931 kW; 1,265 PS)를 제공하는 4개의 전기 모터를 장착한 한정판 성능 모델인 001 FR을 공개하였다. 이 차량은 트랙 레벨의 브레이크와 서스펜션, 탄소 섬유, 그리고 "탱크 턴" 모드를 갖추고 있다. 800V 차대를 기반으로 하며, 100kWh CATL Qilin 배터리로 구동된다. 지커는 한 달에 99대를 생산할 계획이라고 발표했다.

## 기네스 세계 기록
지커 001은 두 가지 세계 기록을 달성하였다. 첫 번째는 전기 자동차의 가장 빠른 드리프트로, 208 km/h (129 mph)의 속도에 도달했다. 두 번째는 전기 자동차의 가장 빠른 슬라롬으로, 49.05초 만에 50개의 콘을 완주하였다.

## 판매량
2021년 11월 생산 첫 달 동안 중국 전역 150개 이상의 도시에서 2,012대를 판매하였고, 2021년 10월에는 199대가 추가로 판매되었다. 회사는 2022년에 70,000대의 차량 생산을 목표로 생산량을 늘릴 계획이라고 밝혔으며2023년 글로벌 출시에 앞서 지역 시장 고객을 우선시할 것이라고 밝혔다.
| 년도 | 중국   | 중국   |
| 년도 | 001    | 001 FR |
| ---- | ------ | ------ |
| 2022 | 71,941 |        |
| 2023 | 76,246 |        |
| 2024 | 88,543 | 241    |